# Provinciale weg 855
De provinciale weg 855 (N855) is een provinciale weg in de Nederlandse provincies Overijssel en Drenthe. De weg vormt een verbinding tussen de A32 bij Steenwijk en de A28 ten westen van Spier. Bij Frederiksoord sluit de weg aan op de N353, bij Dieverbrug sluit de weg aan op de N371. Tussen Dwingeloo en Spier verloopt de weg door het Nationaal Park Dwingelderveld.
De weg is uitgevoerd als tweestrooks-gebiedsontsluitingsweg met buiten de bebouwde kom een maximumsnelheid van 80 km/h. In de gemeente Steenwijkerland heet de weg Eesveenseweg. In de gemeente Westerveld heet de weg Hoofdweg, Majoor van Swietenlaan, Vledderweg, Dorpsstraat, Wapserweg, Ten Darperweg, Hoofdstraat, Moleneinde, Dieverbrug, Dwingelderdijk, Holtland, Lheedermade en Spieregerweg. In de gemeente Midden-Drenthe heet de weg Wijsterseweg.
N34 · N46 · N351 · N353 · N354 · N355 · N356 · N357 · N358 · N359 · N360 · N361 · N362 · N363 · N364 · N365 · N366 · N367 · N368 · N369 · N370 · N371 · N372 · N373 · N374 · N375 · N376 · N377 · N378 · N379 · N380 · N381 · N382 · N383 · N384 · N385 · N386 · N387 · N388 · N390 · N391 · N392 · N393 · N398

N851 · N852 · N853 · N854 · N855 · N856 · N857 · N858 · N860 · N861 · N862 · N863 · N865 · N910 · N913 · N917 · N918 · N919 · N924 · N927 · N928 · N962 · N963 · N964 · N966 · N967 · N969 · N972 · N973 · N974 · N975 · N976 · N977 · N978 · N979 · N980 · N981 · N982 · N983 · N984 · N985 · N986 · N987 · N988 · N989 · N990 · N991 · N992 · N993 · N994 · N995 · N996 · N997 · N998 · N999

Cursief vermelde wegen zijn voormalige provinciale wegen.
N23 · N34 · N224 · N225 · N229 · N233 · N271 · N301 · N302 · N303 · N304 · N305 · N306 · N307 · N308 · N309 · N310 · N311 · N312 · N313 · N314 · N315 · N316 · N317 · N318 · N319 · N320 · N322 · N323 · N324 · N325/A325 · N326/A326 · N327 · N329 · N330 · N331 · N332 · N333 · N334 · N335 · N336 · N337 · N338 · N339 · N340 · N341 · N342 · N343 · N344 · N345 · N346 · N347 · N348/A348 · N349 · N350 · N351 · N352 · N375 · N377

N418 · N701 · N702 · N703 · N704 · N705 · N706 · N707 · N708 · N709 · N710 · N711 · N712 · N713 · N714 · N715 · N716 · N717 · N718 · N719 · N720 · N727 · N731 · N732 · N733 · N734 · N735 · N736 · N737 · N738 · N739 · N740 · N741 · N742 · N743 · N744 · N745 · N746 · N747 · N748 · N749 · N750 · N751 · N752 · N753 · N754 · N755 · N756 · N757 · N758 · N759 · N760 · N761 · N762 · N763 · N764 · N765 · N766 · N768 · N781 · N782 · N783 · N784 · N785 · N786 · N787 · N788 · N789 · N790 · N791 · N792 · N793 · N794 · N795 · N796 · N797 · N798 · N800 · N801 · N802 · N803 · N804 · N805 · N806 · N810 · N811 · N812 · N813 · N814 · N815 · N816 · N817 · N818 · N819 · N820 · N821 · N822 · N823 · N824 · N825 · N826 · N827 · N830 · N831 · N832 · N833 · N834 · N835 · N836 · N837 · N838 · N839 · N840 · N841 · N842 · N843 · N844 · N845 · N846 · N847 · N848 · N852 · N855

Cursief vermelde wegen zijn voormalige provinciale wegen.